# Anotimpuri (film)
Anotimpuri este un film românesc din 1964 regizat de Savel Știopul. Rolurile principale au fost interpretate de actorii Luminița Zaharia, Magda Popovici, Dana Comnea și Ștefan Braborescu.
Filmul este format din patru segmente independente unul de celălalt: „Fantezie în do major” (1), „Incertitudini” (2), „Arșița” (3) și „Zi grea” (4).

## Distribuție
- Luminița Zaharia — Ofelia Anghelescu („Mâțulică”), eleva care cântă la pian (1)
- Mircea Atanasiu — Virgil, elevul cu apucături brutale, colegul de clasă pe care-l place Ofelia (1) (menționat Mircea Athanasiu)
- Magda Popovici — Valeria, țesătoarea nou angajată la fabrica de textile (2)
- Cornel Dumitraș — Mircea, tânărul mecanic de la fabrica de textile (2)
- Dana Comnea — Irina, croitoreasă la un atelier de confecții (3)
- Cristea Avram — Mihai Ionescu, tehnician mecanic specializat în motoare, soțul Irinei (3)
- Tanți Cutava Barozzi — Ana, soția profesorului (4)
- Ștefan Braborescu — bătrânul profesor universitar, cercetător la Institutul de Cercetări Agricole (4)
- Eugenia Popovici — profesoara de muzică a Ofeliei (1)
- Aurora Șotropa — maistra de la fabrica de textile (2)
- Mitzura Arghezi — Lidia, prietena Irinei, soția lui Gigel (3) (menționată Mițura Arghezi)
- Suzana Papp — Liliana Opriș, laborantă la Institutul de Cercetări Agricole (4)
- Dorin Dron — Sorin, antrenorul de motociclism al lui Mihai (3)
- Gelu Ionescu — Tomescu, asistentul profesorului (4)
- Aneta Dumitru
- Victorița Dobre (menționată Victoria Dobre)
- Manuela Gheorghiu
- Rodica Balaban — Rodica, mecanic auto la o întreprindere de transport (3)
- Petrică Popa — Petrică, mecanic auto la o întreprindere de transport (3) (menționat Petre Popa)
- Alexandru Stamatescu (menționat Alex. Stamatescu)
- Valeriu Arnăutu — Nicu, mecanic auto la o întreprindere de transport (3)
- Isac Cassvan
- Alexandru Mereuță (menționat Alex. Mereuță)
- Dinu Lucian
- Nicolae Turcu
- George Manu
- Sorin Gabor

## Primire
Filmul a fost vizionat de 979.244 de spectatori în cinematografele din România, după cum atestă o situație a numărului de spectatori înregistrat de filmele românești de la data premierei și până la data de 31 decembrie 2014 alcătuită de Centrul Național al Cinematografiei.